# بيان سايبورغ

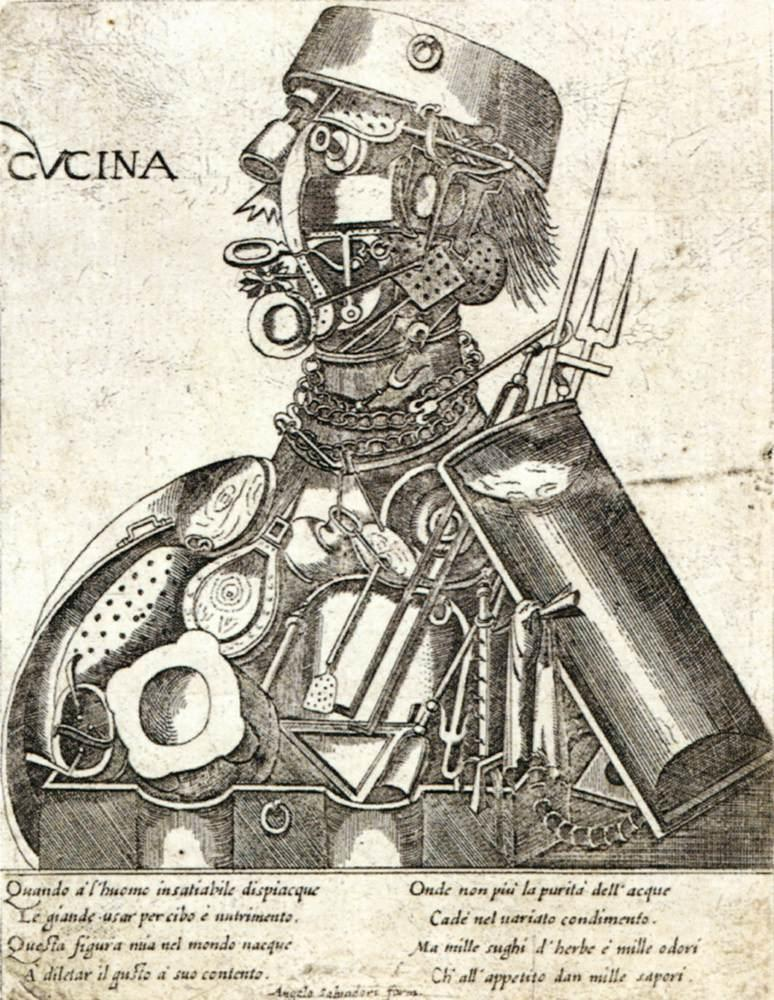

بيان سايبورغ (بالإنجليزية A cyborg Manifesto) هو مقال كتبه دونا هاراوي  ونشر في   1985 في الاستعراض الاشتراكي . وفي هذا المفهوم، فإن مفهوم سايبورغ يعني رفض الحدود الصلبة، ولا سيما تلك التي تفصل «البشرية» عن «الحيوان» و «الإنسان» من «الآلة».ولقد كتبت: «سايبورغ لا يحلم بمجتمع علي نموذج الاسرة العضوية، هذه المرة من دون مشروع Oedipal  ، لم يكن سايبورغ يتعرف علي حديقة عدن فهي ليست مصنوعة من الطين ولا يحلم بالعودة الي التراب».
ينتقد «البيان» المفاهيم التقليدية للمرأة، وخاصة التي تركز علي سياسات الهوية وتشجع بدلآ من ذلك علي  التحالف من خلال التقارب. وتستخدم نظرية «سيبورغ» لحث النسويات علي تجاوز حدود الجنس التقليدية، والنسوية، والسياسية. ويعتبر «البيان» أحد المعالم البارزة في تطوير نظرية النسوية بعد الوفاة.